# Schafscheuer Heumaden

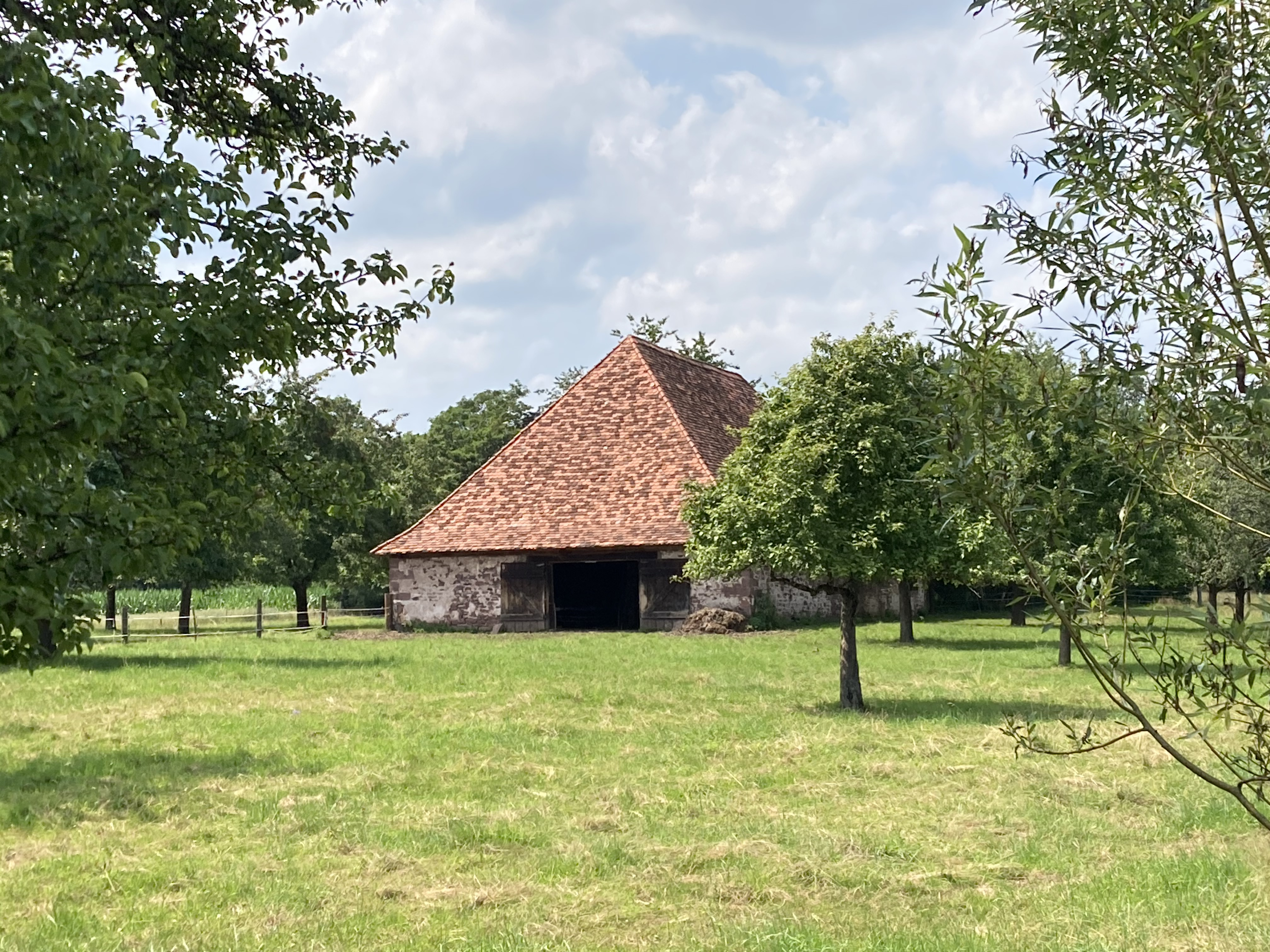
Schafscheuer Heumaden

Die Schafscheuer Heumaden ist ein historisches landwirtschaftliches Gebäude. Sie liegt etwa einen Kilometer nordöstlich der Altstadt von Calw in Baden-Württemberg. Heumaden selbst ist ein Stadtteil von Calw.
Eine Schafscheuer (Scheune für Schafe) an der heutigen Stelle wurde erstmals 1586 urkundlich erwähnt. Das jetzige Gebäude stammt aus dem Jahr 1751. Es war ursprünglich 44 Meter lang und 13 Meter breit. Um 1860 wurde die Schafscheuer auf die heutige Größe verkürzt und aus den verbleibenden Steinen das dahinterliegende Feldhäuschen als Unterkunft für den Schäfer errichtet.
Schafherden lieferten der Calwer Textilindustrie, die sich auf Wolle spezialisiert hatte, den wichtigen Rohstoff. Das Haus bot bis Ende der 1970er Jahre in den Wintermonaten den Schafen und dem Schäfer Schutz vor Kälte, Regen und Schnee, das Heu lagerte im Dachraum.